# Marcel Breuer

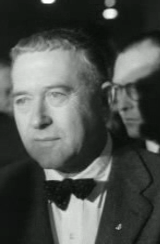
Marcel Breuer, 1957

Marcel Lajos „Lajkó“ Breuer (* 21. Mai 1902 in Pécs, Österreich-Ungarn; † 1. Juli 1981 in New York City) war ein ungarisch-amerikanischer Architekt und Designer, der als einer der Erfinder des modernen Stahlrohrmöbels gilt.
Nach einer Tischlerlehre am Bauhaus Weimar arbeitete Breuer mehrere Jahre im Büro von Walter Gropius und machte sich dann selbstständig. 1933 flüchtete er aufgrund seiner jüdischen Herkunft aus Nazi-Deutschland und emigrierte über Ungarn und London in die USA. Dort baute er unter anderem gemeinsam mit Gropius die Architekturfakultät der Harvard University auf.

## Leben

### Ausbildung
Marcel Breuer begann 1920 ein Studium an der Akademie der bildenden Künste in Wien, das er nach wenigen Wochen abbrach, und begann in der Möbelwerkstatt am Bauhaus in Weimar eine Ausbildung zum Tischler. Anfangs beschäftigte er sich noch mit Malerei. Im Juni 1923 entstand sein Gesellenstück Toilettentisch der Dame für das „Versuchshaus des Bauhauses“, das Musterhaus Am Horn in Weimar. Seine Gesellenprüfung bestand er 1924. Erst 22-jährig hatte er bereits eine große Anzahl avantgardistischer Holzmöbel entworfen und hergestellt, darunter den aufsehenerregenden konstruktivistischen Lattenstuhl ti 1a von 1922. Bereits an diesem Entwurf ist Breuers frühe Entwurfsauffassung ablesbar: Objekte werden aus formal möglichst gleichartigen, nur geringfügig variierten Einzelteilen zusammengefügt. Dieses additive Zusammenfügen wird nicht kaschiert, sondern bewusst hervorgehoben – bei seinen Stahlrohrmöbeln z. B. durch sichtbare Schraubverbindungen. Besonders deutlich wird dieses Prinzip an seinem um 1925 entworfenen, aus verschiedenen Einzelteilen zusammengeschraubten – nicht miteinander verschweißten – Clubsessel B 3 (später: Wassily-Stuhl). Seit spätestens 1921 beschäftigte sich Breuer als Mitarbeiter in Walter Gropius’ Architekturbüro auch mit Hausentwürfen; er arbeitete an der Inneneinrichtung des expressionistischen Hauses Sommerfeld und an Entwürfen weiterer Serienhäuser mit. Zu Architekturstudien hielt er sich mehrere Monate in Paris auf. Eine Architekturausbildung wurde am Weimarer Bauhaus nicht angeboten. Sie wurde erst 1927 am Bauhaus Dessau mit der Berufung von Hannes Meyer begonnen. Trotz seiner Anfänge als Mitbegründer der modernen Möbelgestaltung verstand sich Breuer später in erster Linie als Architekt.

### Tätigkeit in Deutschland

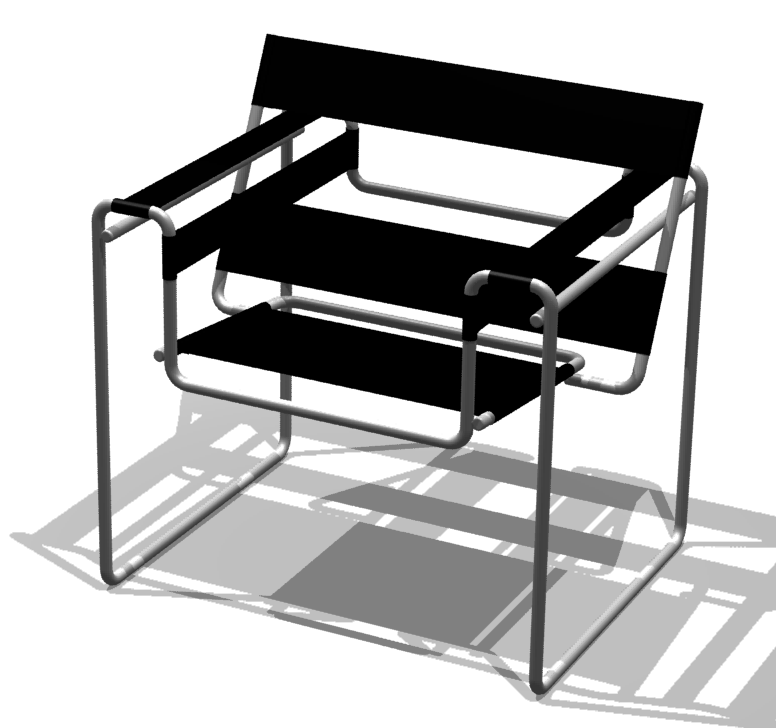
Der Clubsessel B 3 wurde erst bekannt, als er von Gavina ab 1964 als „Wassily-Chair“ neu aufgelegt wurde

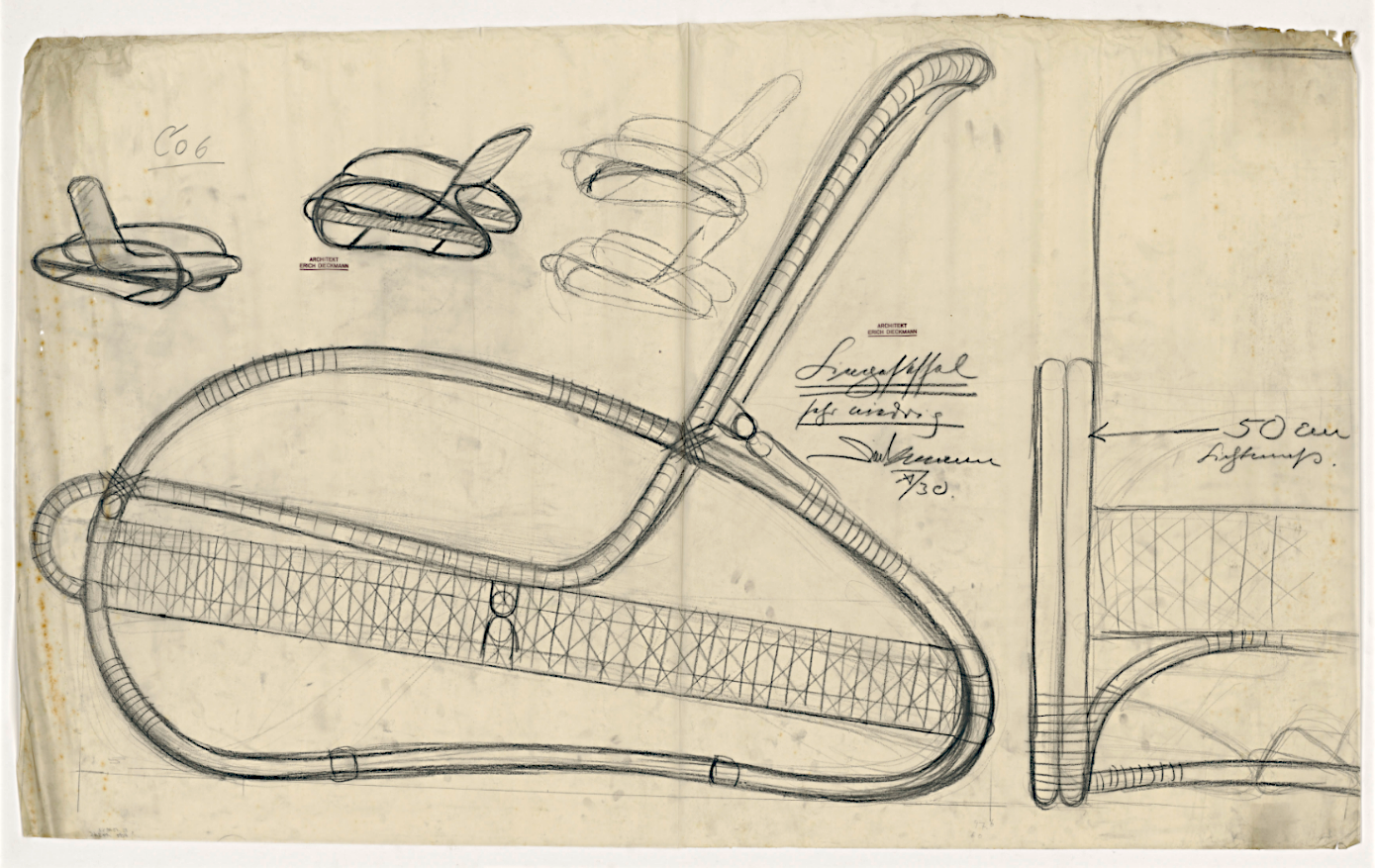
Entwurf Liegesessel, Co 6 (Möbelentwürfe, Korbmöbel) Erich Dieckmann 1930

Im Jahr 1925 wurde er zum Jungmeister und Leiter der Möbelwerkstatt am Bauhaus Dessau ernannt. Im selben Jahr entwarf er in Kooperation mit den in Dessau ansässigen Junkers-Flugzeugwerken eine Reihe von Stahlrohrmöbeln, zum Beispiel den Stahlrohrstuhl B5 und eine Reihe von Hockern und (Beistell-)Tischen (B 9). Berühmtestes Möbel aus dieser zweiten Entwurfsphase ist der Stahlclubsessel B 3, der erst in den 1960er Jahren den Beinamen Wassily erhielt. Breuer gilt neben Mart Stam als Erfinder des modernen Stahlrohrmöbels. Die Sessel bespannte Breuer vorzugsweise mit Eisengarngewebe. Seine Entwürfe ließ er zunächst in seiner mit dem ungarischen Architekten Kálmán Lengyel gegründeten Firma Standard Möbel Lengyel & Co herstellen, bevor die österreichische Firma Thonet-Mundus 1929 die Produktionsrechte übernahm. Das 1925/1926 errichtete Bauhaus in Dessau sowie die dazugehörigen Meisterhäuser waren größtenteils mit Breuers Stahlrohrmöbeln ausgestattet – daran zeigt sich die Hinwendung des Dessauer Bauhauses zu einer sachlich-industriellen Entwurfsauffassung im Gegensatz zum expressionistisch-handwerklichen Ansatz seines Studien- und Arbeitskollegen Erich Dieckmann des Weimarer Bauhauses. Auch die Einrichtung der Wohn- und Arbeitsräume der Meister übernahm er. Da Breuer die Einkünfte der während seiner Tätigkeit am Bauhaus entstandenen Möbel nicht an die ständig unter finanziellem Druck stehende Hochschule abführen wollte, kam es zu Konflikten mit der Institution.
Breuer entwarf 1928 die sogenannten Bambos-Grundrisse, der nicht ausgeführten Erweiterung der Meistersiedlung Dessau, die auf 1925 entwickelten Kleinwohnhaus-Typologien basierten. Auch entwarf er ein nicht realisiertes Apartmenthaus mit Laubengang. Wenig später kündigte er die Jungmeisterstelle am Bauhaus und löste am 30. Juni 1928 seine Firma Standard-Möbel auf; die Rechte an den Möbelentwürfen übernahm die Firma Thonet-Mundus. Für diese entwarf er unter vielen anderen Modellen die Freischwingerstühle B32 und B64 (später als Cesca benannt), deren hinterbeinloses Kragprinzip die Ideen des niederländischen Architekten Mart Stam aufgriffen. Die Freischwinger werden bis heute fast unverändert von Thonet produziert. Sie wurden von anderen Produzenten vielfach plagiiert; die Frage des künstlerischen Urheberrechts an den Stahlmöbeln zog andauernde gerichtliche Urheberrechtsstreitigkeiten nach sich. 
Obwohl Breuer 1929 ein Architekturbüro in Berlin eröffnete, wurde ihm die Aufnahme in den BDA verweigert. Ab 1931 beriet er den Frankfurter Unternehmer Harry Fuld u. a. beim Bau einiger Gewerbebauten und dem Entwurf von Produkten. Bis 1932 erhielt er keinen größeren Bauauftrag. Neben Möbelentwürfen führte er einige Umbauten aus, die international publiziert wurden und seinen Ruf stärkten. In Berlin war er u. a. für selbständige Frauen tätig, etwa für die Gymnastiklehrerin Hilde Levi, deren Wohn- und Arbeitsräume er gestaltete (1930) oder die Schriftstellerin Grete De Francesco (1929), deren Wohnung als Beispiel für International Style im gleichnamigen Buch 1932 dokumentiert wurde. Seine herausragende, an sachlicher Nüchternheit kaum zu überbietende Einrichtung der Wohnung des Berliner Theaterregisseurs Erwin Piscator und seiner Frau, der Schauspielerin Hildegard Piscator (1927), erregte als Beispiel modernen Wohnens große Aufmerksamkeit.
Auch die Wohnung des Kaufmanns Paul Boroschek und der Sängerin Edith Boroschek (1930) in der Xantener Straße 20 in Berlin gehörte zu den stilprägenden Beispielen einer sachlich-luxuriösen Lebensweise.
Breuer nahm mit seinen Möbeln und Raumkonzepten in herausgehobener Stellung an der Pariser Werkbundausstellung 1930 teil. Ebenso beteiligte er sich an der vielbeachteten Deutschen Bauausstellung in Berlin 1931 u. a. mit dem Haus für einen Sportsmann. Im März 1931 wurde Breuer schließlich durch die Fürsprache Walter Gropius’ in den BDA aufgenommen. 1932 erhielt er den Bauauftrag für das Haus Harnischmacher in Wiesbaden, einer konsequent luftig-modernen großbürgerlichen Villa. Das Gebäude wurde im Krieg durch einen Bombentreffer zerstört. Auf demselben Grundstück errichtete er 1954 für Paul Harnischmacher ein zweites Haus, das 2014 nach behutsamer Modernisierung und Renovierung erneut bezogen werden konnte.

### In Ungarn, England und den USA
Marcel Breuer verließ 1933 wegen seiner jüdischen Herkunft Deutschland und zog vorübergehend nach Ungarn. 1935 siedelte er nach London über und schloss einen Partnerschaftsvertrag mit Francis Reginald Stevens Yorke. 1937 emigrierte Breuer in die Vereinigten Staaten. Er arbeitete zunächst als Dozent, dann als Professor an der Graduate School of Design an der Harvard University. Mit Walter Gropius baute er die Architekturfakultät auf und gründete ein gemeinsames Architekturbüro. Nach dessen Auflösung 1941 eröffnete er sein eigenes Architekturbüro.
Im Jahr 1946 gab Breuer seine Lehrtätigkeit an der Harvard University auf. Er widmete sich anschließend fast ausschließlich der Bautätigkeit und brachte dabei ein beachtenswertes Œuvre hervor. Vor allem bei seinen luxuriösen Wohnbauten löste er seine Entwürfe von der streng rationalistischen, universellen Architekturauffassung der „Weißen Moderne“, indem er versuchte, regionale Gegebenheiten mit einer modernen Formensprache zu verbinden. Auf der anderen Seite realisierte er zahlreiche Großaufträge, wie den Entwurf eines ganzen Wintersportortes in den französischen Alpen (Flaine, ab 1960). 1952 erhielt er zusammen mit Pier Luigi Nervi und Bernard Zehrfuss den Auftrag zur Erbauung des UNESCO-Gebäudes in Paris. Von 1953 bis 1957 entwarf er zusammen mit Abraham Elzas das Kaufhaus De Bijenkorf in Rotterdam. 1965 wurde er in die American Academy of Arts and Letters und 1966 in die American Academy of Arts and Sciences gewählt.
In den 1960er Jahren wurde der Italiener Dino Gavina auf die vergessenen Möbelentwürfe von Breuer aufmerksam, er erwarb die Lizenz für den Wassily Chair und brachte diesen erneut auf den Markt, diese Unternehmung war nur mäßig erfolgreich und er verkaufte die Fertigung.
Kurz nachdem er in den Ruhestand gegangen war, starb Breuer im Alter von 79 Jahren.

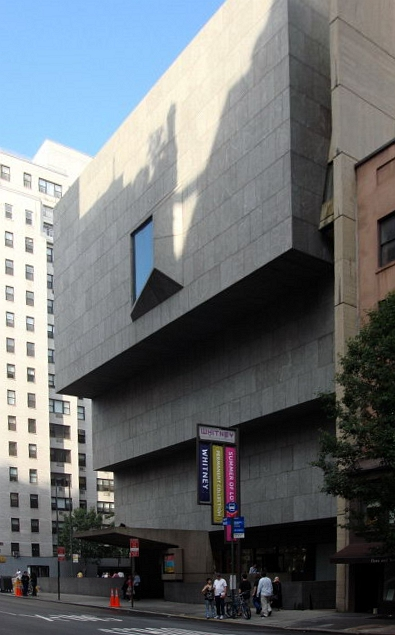
Breuer Building (Whitney Museum of American Art) in New York City

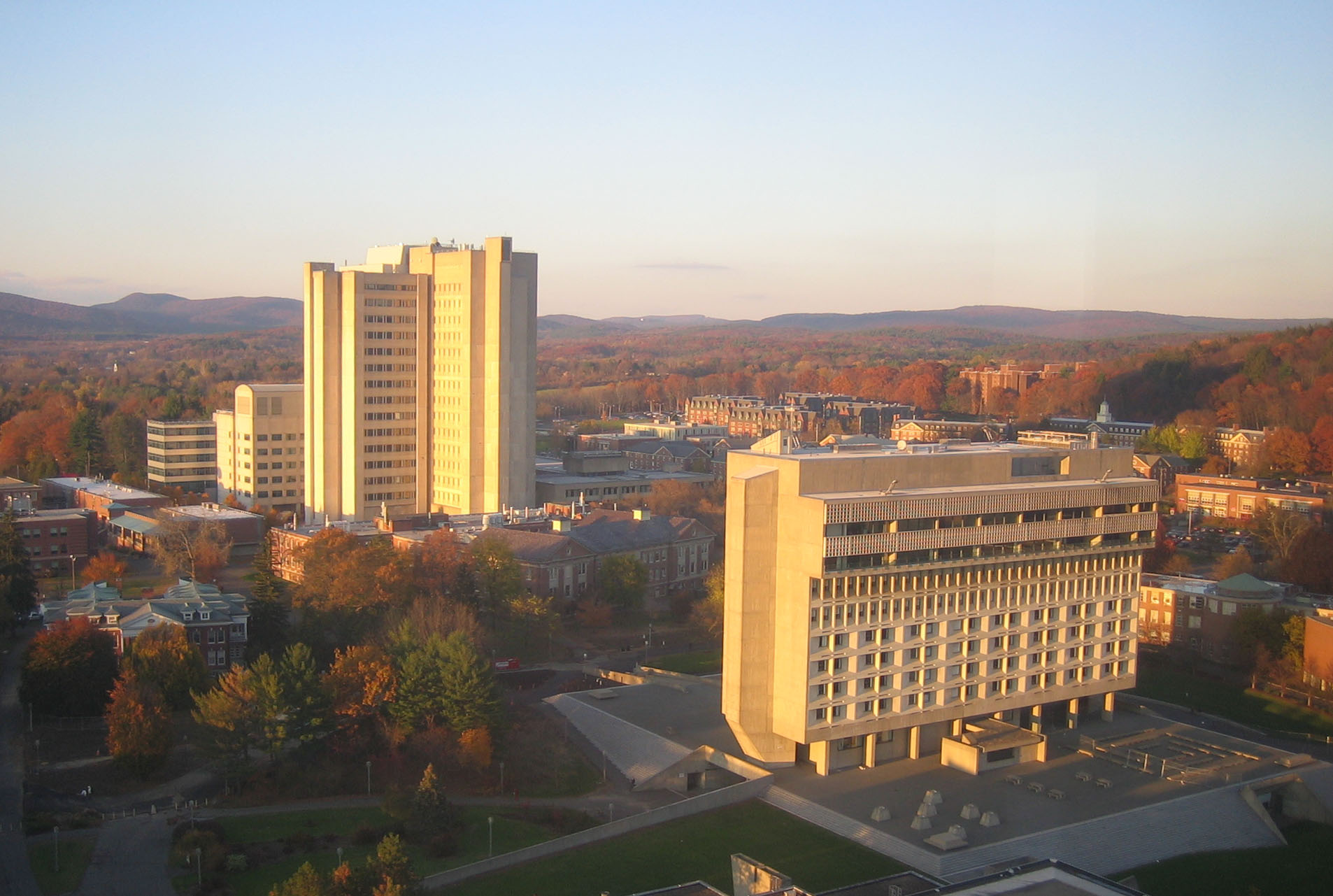
Campus Center (rechts) der University of Massachusetts Amherst (1965/1969)

Klosteranlage, Mutterhaus der Baldegger Schwestern, Architekten: Marcel Breuer und Robert F. Gatje, Foto: Josef Schmid, Comet Photo, Bildarchiv der ETH Zürich, 1975

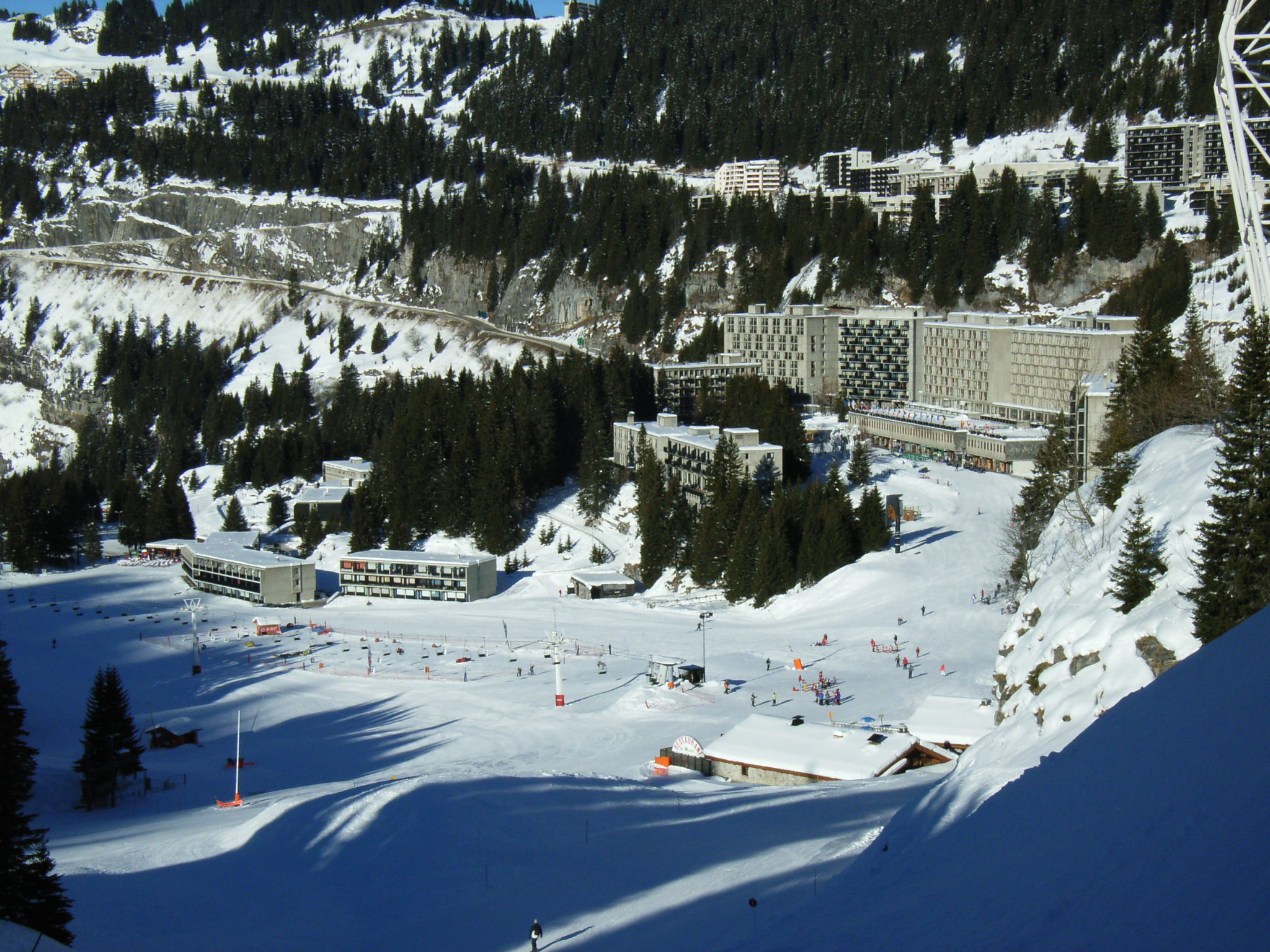
Von Breuer entworfener Skiort Flaine im Département Haute-Savoie (Frankreich)

## Werk (Auswahl)

### Öffentliche Bauten / Geschäftshäuser
- Wohnbedarf (Möbelgeschäft), Zürich
- Australische Botschaft in Paris (1931), (als beratender Architekt)
- Mehrfamilienhäuser Doldertal (1935/1936), Apartmentwohnungen, Zürich
- Gane-Pavillon (1936), Bristol, Großbritannien
- Pennsylvania-Pavillon, Weltausstellung in New York (1939), New York City
- Aluminum City Terrace housing project (1942–1944), New Kensington (Pennsylvania)
- Hauptquartier der UNESCO (1953), Paris, Frankreich (mit Pier Luigi Nervi und Bernard Zehrfuss)
- Amerikanische Botschaft, Den Haag, Niederlande (1954–1958)[5]
- New York University (heute: Bronx Community College), University Heights Campus, The Bronx (New York City):

Begrisch (Lecture) Hall (1964), Gould Hall of Technology (1964; heute: Polowczek Hall), Colston (Residence) Hall, Tech I & II (heute: Meister Hall)
- Breuer Building (Whitney Museum of American Art) (1966), New York City
- Campus Center und Garage (1965/69), University of Massachusetts Amherst, Amherst (Massachusetts)
- Saint John’s University in Collegeville (Minnesota):

Saint Thomas Hall (1959), St. John’s Abbey Church (1961), Alcuin Library (1964), Peter Engel Science Center (1965), Saints Bernard Hall, Patrick Hall und Boniface Hall (1967), Institute for Ecumenical and Cultural Research (1968), Bush Center für die Hill Museum & Manuscript Library (1975)
- Mutterhaus der Baldegger Schwestern (1968–1972), Baldegg (Schweiz)
- Bryn Mawr School lower school building (1970er Jahre), Baltimore (Maryland)
- Werksgebäude der Mundipharma GmbH (1973), Limburg an der Lahn
- HUD office building, Washington, D.C.
- Litchfield High School, Litchfield (Connecticut)
- Erweiterung des Cleveland Museum of Art, Cleveland (Ohio)
- AT Tower, Cleveland (Ohio)
- IBM-Campus in Boca Raton (Florida)
- St. Francis de Sales Parish, Muskegon (Michigan)
- Hauptniederlassung der Grosse Pointe Public Library, Grosse Pointe Farms (Michigan)
- Torin Building (1975–1976), Penrith (Australien)

### Private Wohnhäuser in den USA
- Hagerty House (1937/1938), Cohasset (Massachusetts)
- Breuer House I (1938/1939), Lincoln (Massachusetts)
- J. Ford House (1939), Lincoln (Massachusetts)
- Chamberlain Cottage (1940), Wayland (Massachusetts)
- Geller House, Lawrence (1945), Long Island (New York), 2022 abgerissen[6]
- Robinson House (1946–1948), Williamstown (Massachusetts)
- Breuer House II (1947/1948), New Canaan (Connecticut)
- Cape-Cod-Cottages, Wellfleet (Massachusetts):

Breuer Cottage (1945–1949, 1961), Kepes Cottage (1948/1949), Edgar Stillman Cottage (1953/1954), Wise Cottage (1963)
- Ausstellungshaus im MoMA-Garten (1948/1949), Pocantico Hills, Tarrytown (New York)
- Clark House (1949–1951), Orange (Connecticut)
- Pack House (1950/1951), Scarsdale, New York
- Dexter Ferry Cooperative House des Vassar College (1951), Poughkeepsie (New York)
- Grieco House (1954/1955), Andover (Massachusetts)
- Starkey House (1954/1955), Duluth (Minnesota)
- Hooper House II (1956–1959), Baltimore County (Maryland)
- Stillman House IV (1964–1969), Litchfield (Connecticut)

### Städtebau
- Flaine, Frankreich, Entwurf einer Skistation mit damals 6.000 Betten (1960–1981)[7]
- Stadtteil Hauts de Bayonne, Bayonne, Frankreich (1963–1974)

### Private Wohnhäuser in Europa
- 1932: Haus Harnischmacher in Wiesbaden, Schöne Aussicht 55 (zerstört)[8]
- 1953–1955: Haus Harnischmacher II in Wiesbaden, Schöne Aussicht 53
- 1958: Haus Willi und Marina Stähelin – Peyer in Feldmeilen / Zürichsee / Schweiz
- 1967: Haus Jacques Koerfer in Moscia, Ascona Tessin (mit Herbert Beckhard und Roland Weber)[9]

### Bildergalerie Breuer Design Möbel

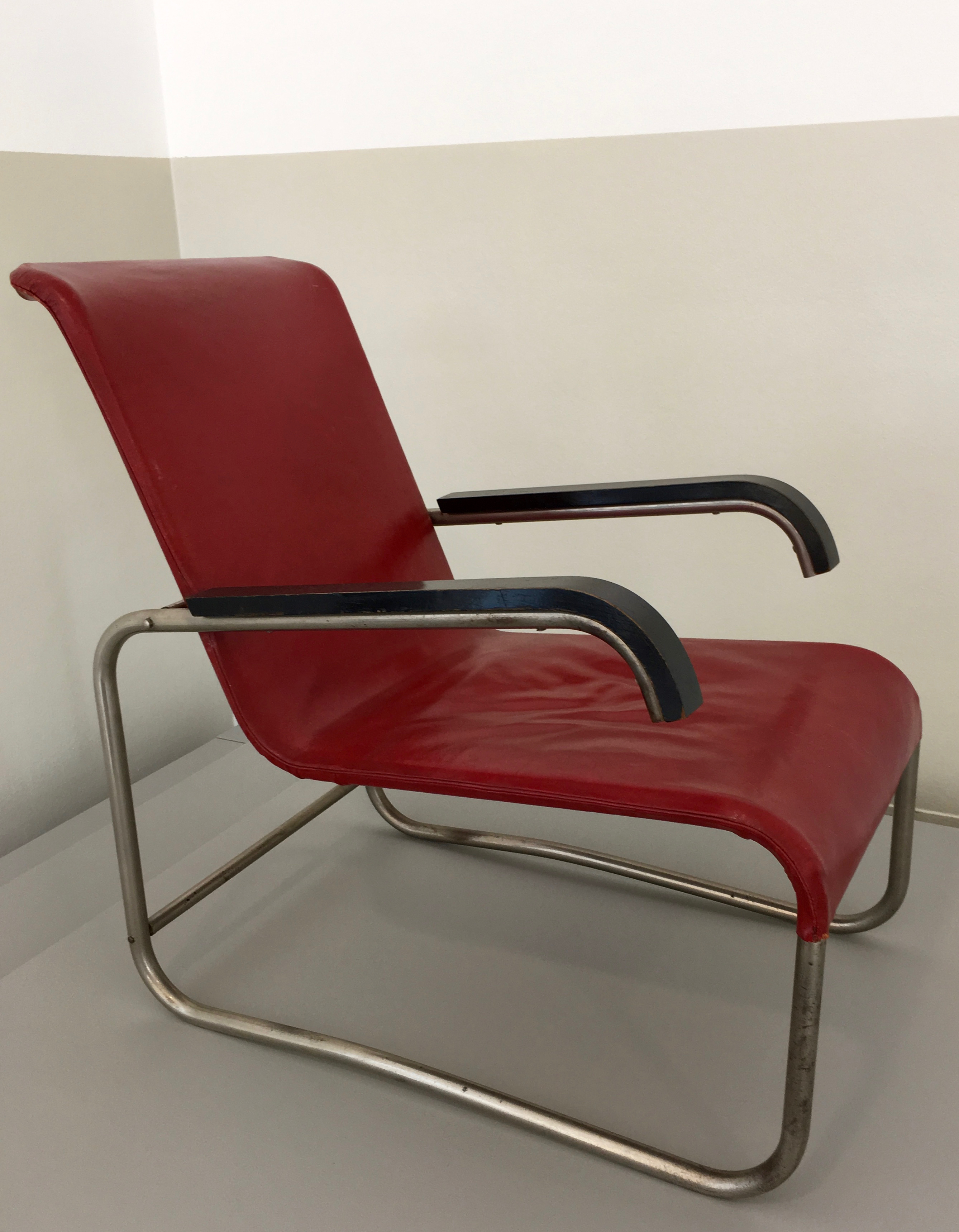
Stuhl Modell B35, 1928
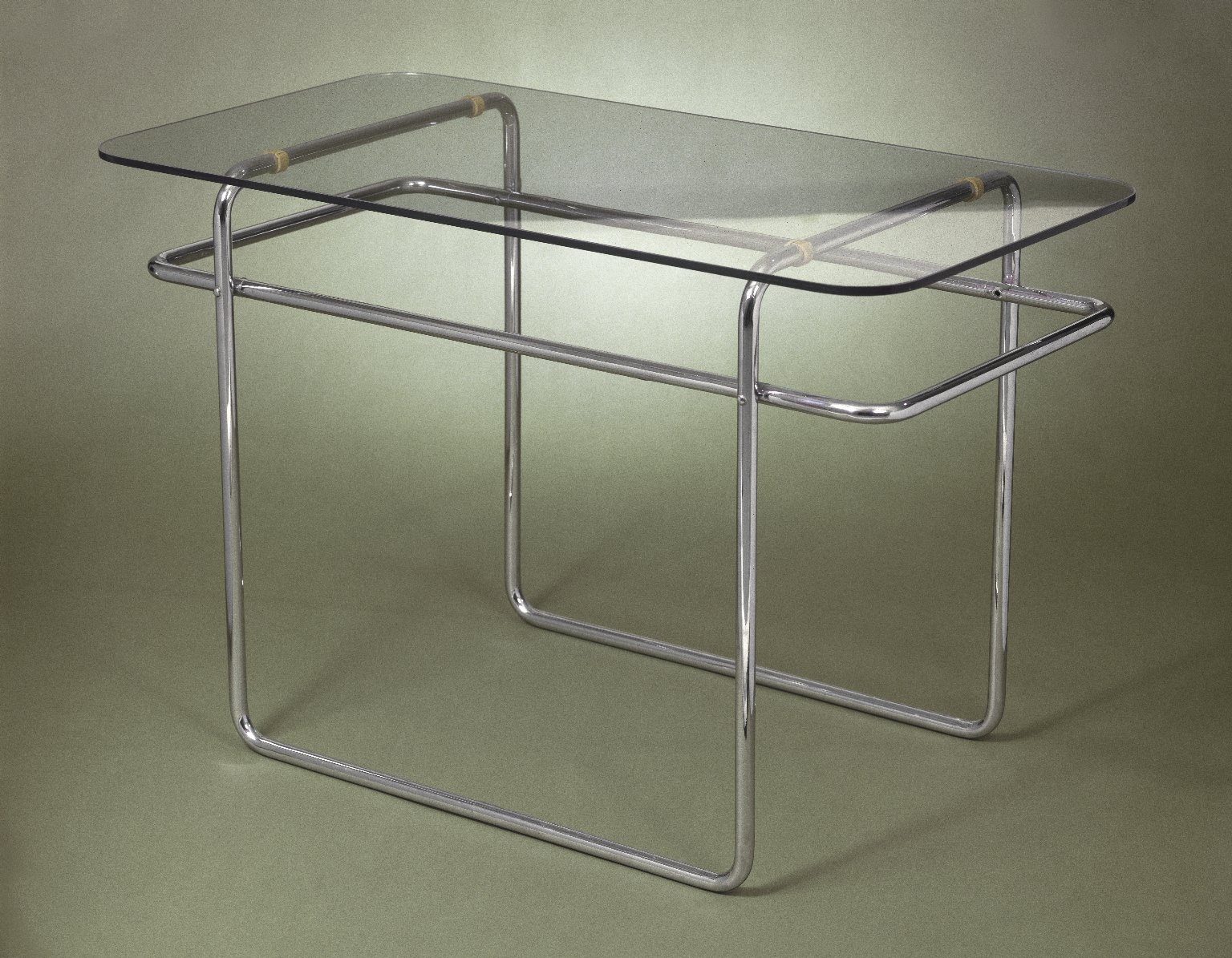
Tisch Modell B19, ca. 1928
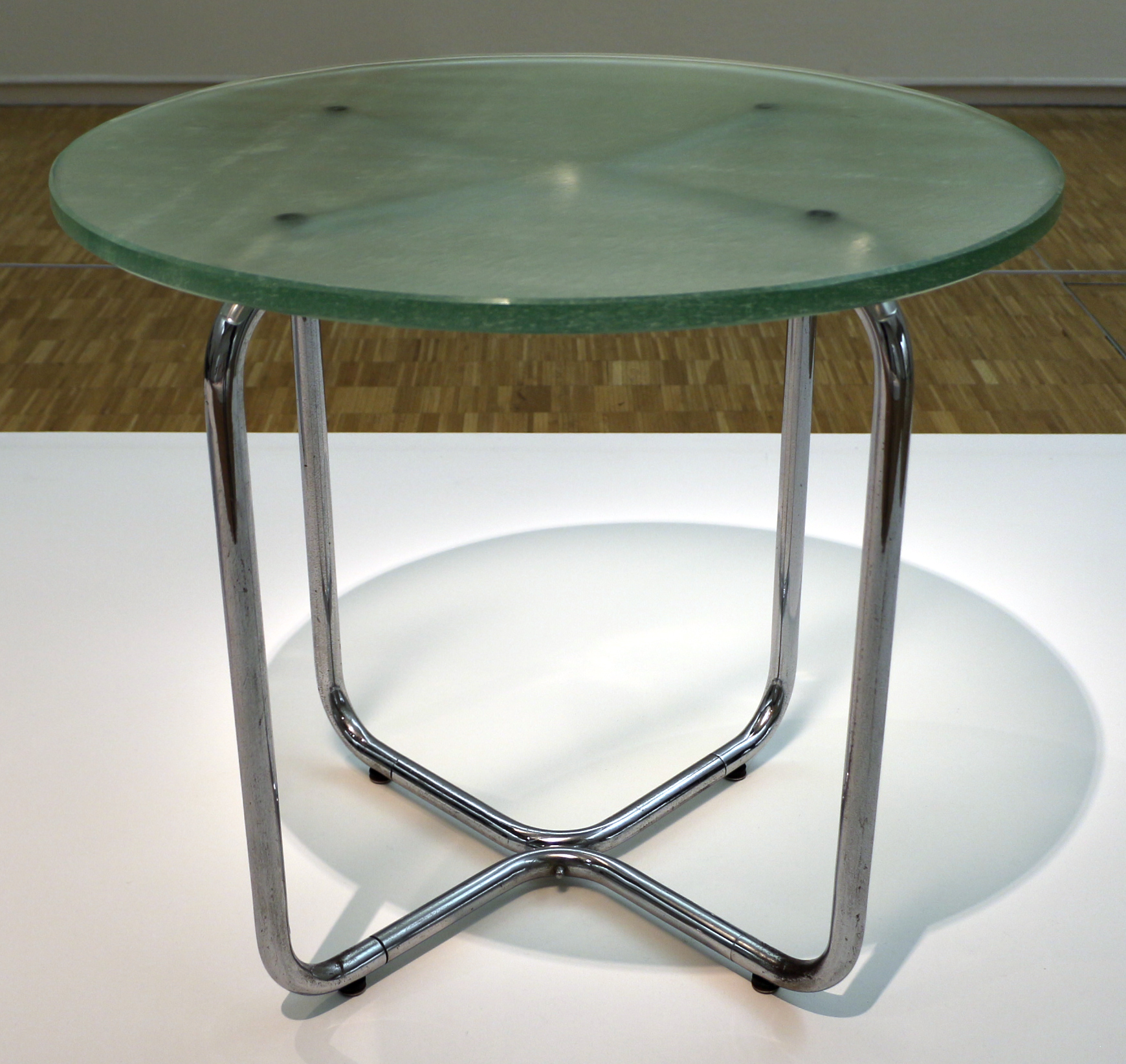
Tisch Modell B27, ca. 1930
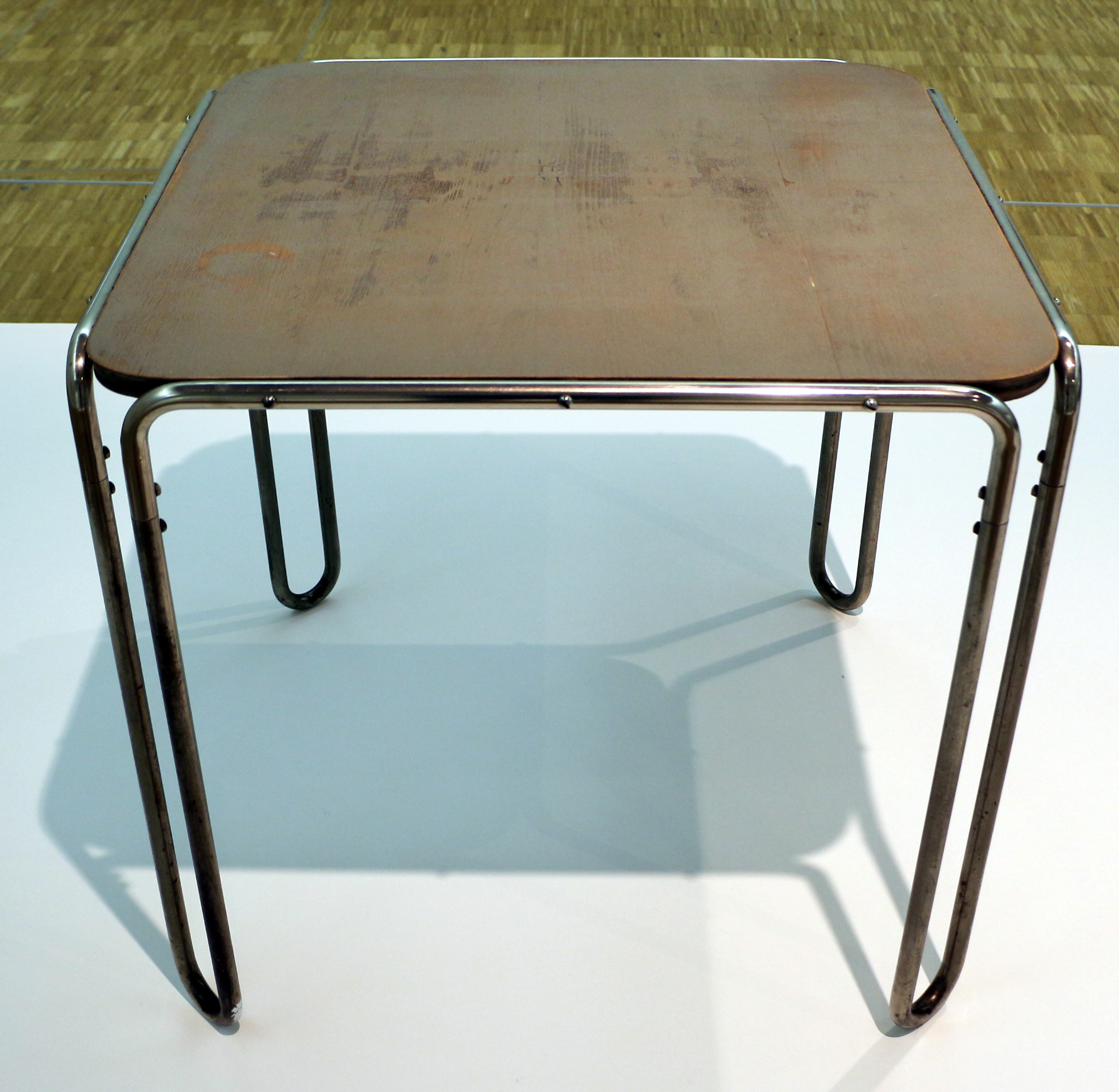
Tisch Modell B10, ca. 1927–1928
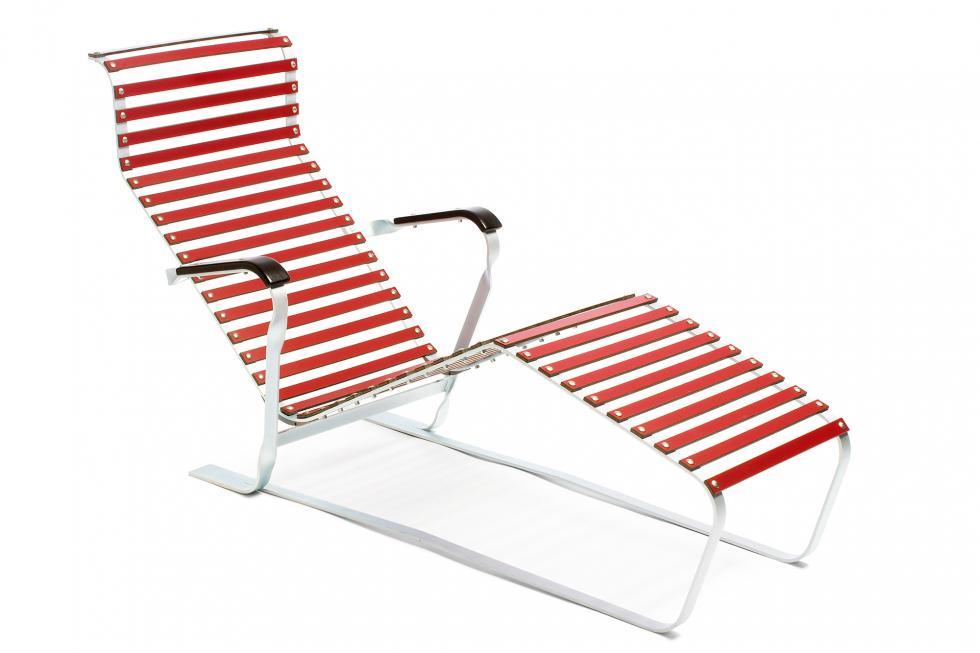
Liege Modell 1096 für Firma Embru 1933
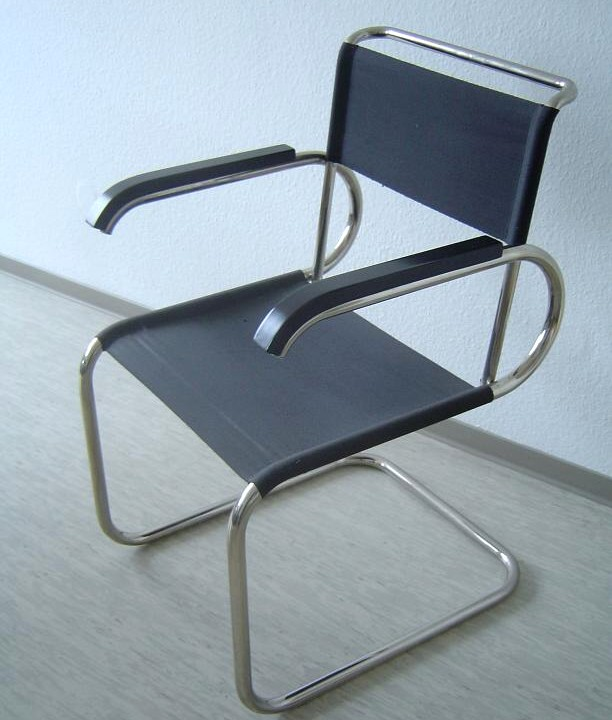
Freischwinger Modell B 55
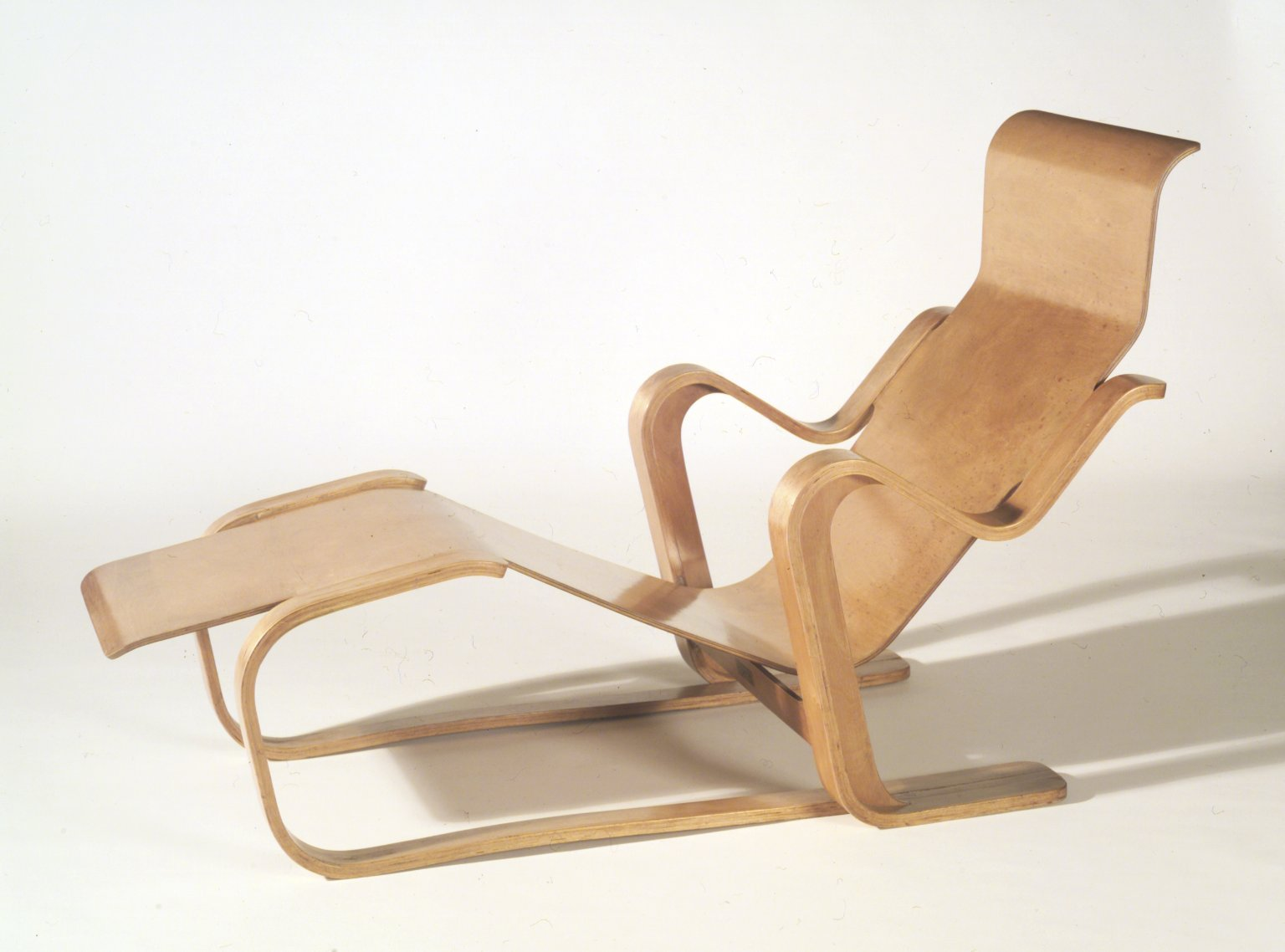
Liegestuhl, ca. 1935–1936
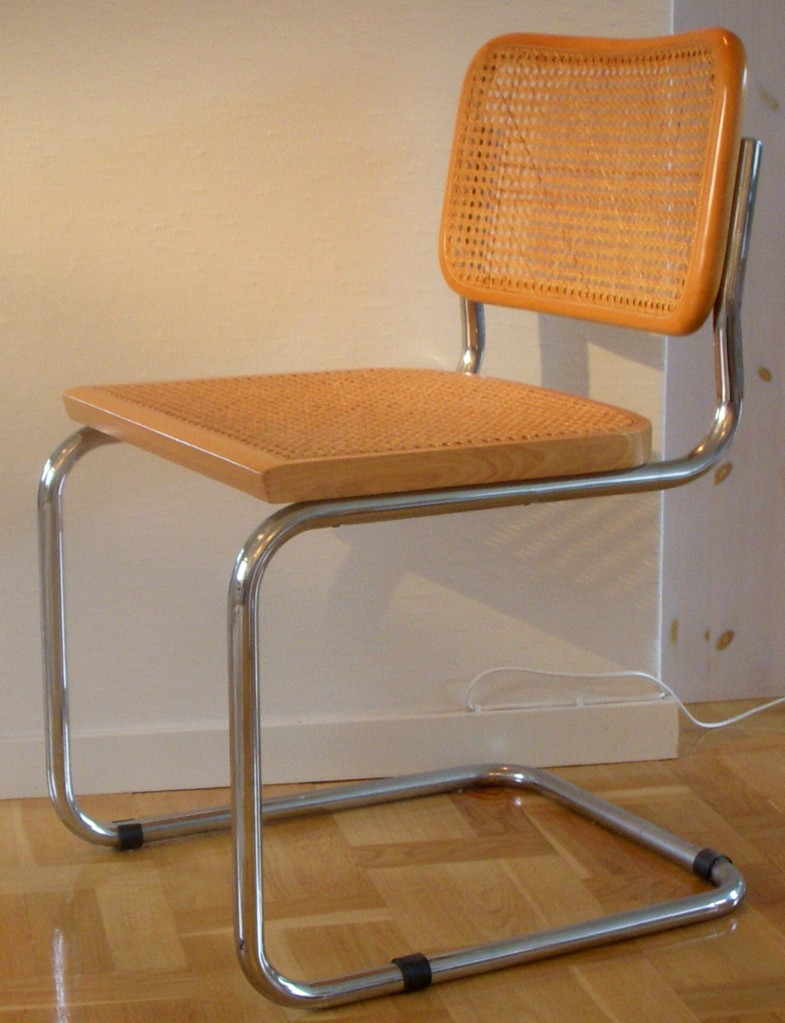
Stuhl Modell S32, 1928

### Einrichtungsgegenstände
- Afrikanischer Stuhl

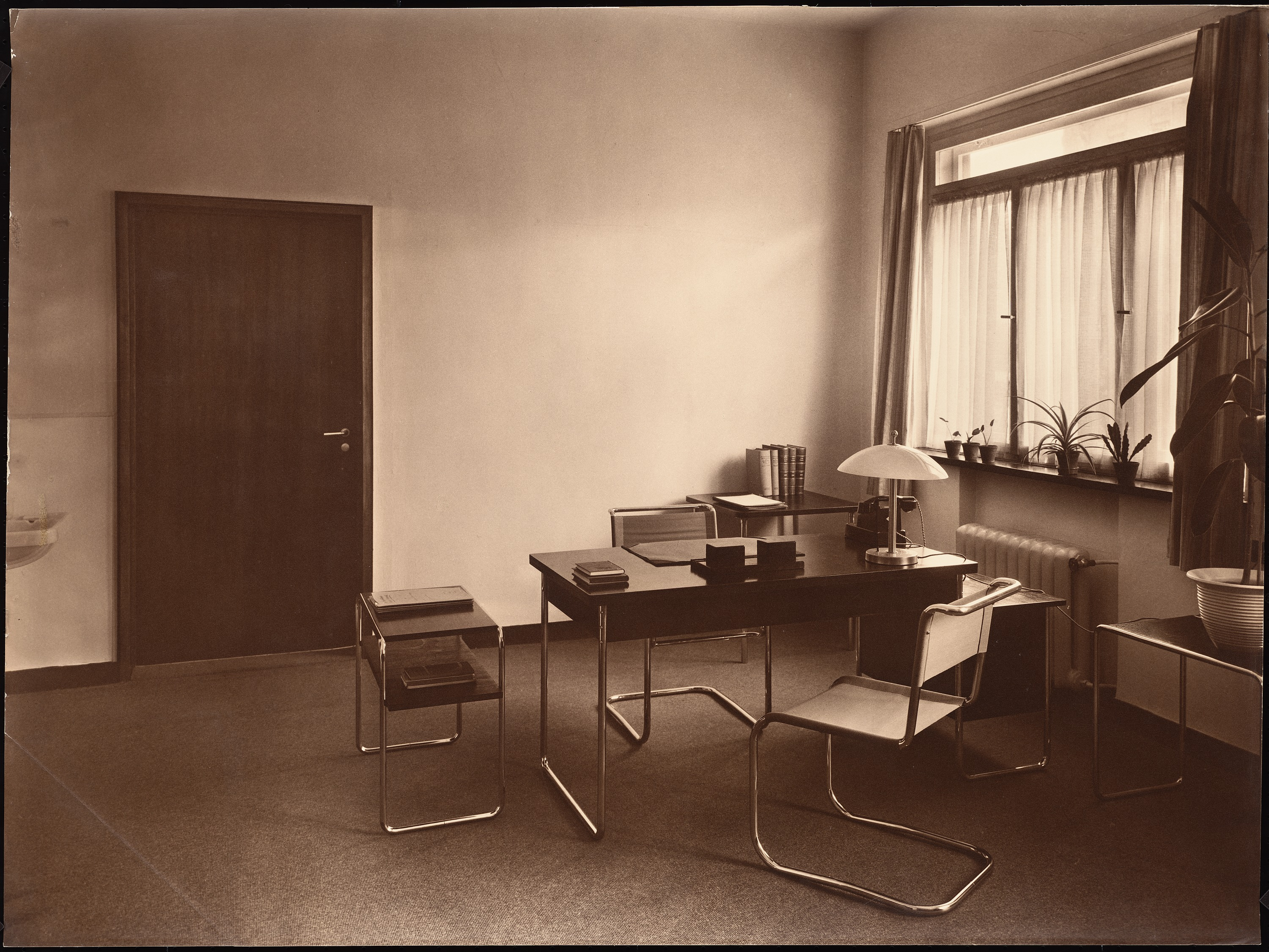
Büroeinrichtung mit Stahlrohrmöbeln in der Polizeidienstschule (Berlin-Köpenick), ca. 1931

- Sun Lounge Chair, Model No. 301
- Frisierkommode und Kommode (1922, 1925)
- Lattenstühle, aus Holz (1922–1924)
- Wassily-Stuhl Nr. B 3 (1925)
- Kantinenhocker B 9
- Laccio-Tische klein und groß (1927)
- Wassily-Stuhl, Klappstuhlversion (1927)
- Cesca-Stuhl und -Armsessel (1928)
- Thonet-Stenotypistentisch (typist’s desk) (1928)
- Couchtisch (1928)
- Röhrenförmige Stahlmöbel (1928/1929)
- F 41 Klubsessel auf Rollen (1928–1930)
- Besenschrank (1930)
- Bücherregal (1931)
- Armsessel, Modell Nr. 301 (1932–1934)
- Aluminiumstuhl (1933)
- Isokon-Stuhl (1935)
- Aluminium-Chaiselongue (1935/1936)
- Sperrholzmöbel, in fünf Teilen (1936/1937)
- Drehstuhl B 7

## Ausstellungen
- 1950: The Muralist and the Modern Architect. Marcel Breuer und Hans Hofmann, Samuel M. Kootz Gallery, New York City 1950.
- 2003: Marcel Breuer. Design und Architektur – Design and Architecture. Vitra Design Museum, Weil am Rhein 2003 (Katalog)

## Literatur

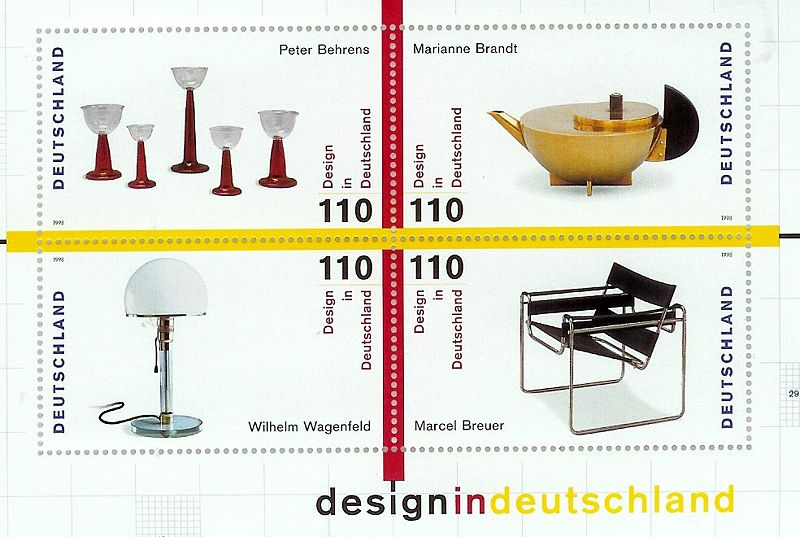
Briefmarkenblock „Design in Deutschland“ mit Motiv des Sessels von Marcel Breuer